# 590. pehotni polk (Wehrmacht)
Za druge 590. polke glejte 590. polk.
590. pehotni polk (izvirno nemško Infanterie-Regiment 590) je bil eden izmed pehotnih polkov v sestavi redne nemške kopenske vojske med drugo svetovno vojno.

## Zgodovina
Polk je bil ustanovljen 12. decembra 1940 kot polk 13. vala na področju Braunschweiga iz delov 487. in 516. pehotnega polka; polk je bil dodeljen 321. pehotni diviziji.
14. četa je bila ustanovljena 20. julija 1942. 
15. oktobra 1942 je bil polk preimenovan v 590. grenadirski polk.